# Scutopalus unguianalis
Scutopalus unguianalis är en spindeldjursart som först beskrevs av Tseng 1980.  Scutopalus unguianalis ingår i släktet Scutopalus och familjen Cunaxidae. Inga underarter finns listade i Catalogue of Life.